# Open core
Open core или Open Core — название, используемое для бизнес-моделей, связанных с распространением программного обеспечения, при котором на основе одного и того же исходного кода делаются разные открытый/свободный и проприетарный продукты. Иногда в открытой и бесплатной версии исключаются некоторые возможности, присутствующие в коммерческой версии этого же продукта, которая распространяются по проприетарной лицензии. Открытие части исходного кода, созданного ранее под проприетарной лицензией, оставляет возможность привязки такого решения к одному-единственному поставщику.
Выпуск программного продукта под двойной лицензией — это совершенно иной способ создания Open Source решения на основе проприетарного кода.

## Критика
Некоторые производители коммерческого ПО с открытым исходным кодом кроме уменьшения функциональных возможностей Open Source версии системы, создают дополнительные ограничения, которые ещё в бо́льшей степени затрудняет её использование в реальных проектах. Поскольку понятие затруднённое использование очень субъективно, можно выделить несколько моментов, влияющих на эксплуатацию OpenSource-версии коммерческого ПО с открытым исходным кодом:
1. Гарантия доступности системы в будущем
2. Ограничение возможностей открытой версии
3. Условия выхода обновлений для открытой версии
4. Техническая документация

### Гарантия доступности системы в будущем
Определяется только лицензией, под которой доступен исходный код. Доверия заслуживают исключительно лицензии, признанные сообществом как открытые. Никакие заверения компании о том, что она никогда не будет преследовать пользователей, в расчёт приниматься не могут.

### Ограничение возможностей открытой версии
Если код открытой и коммерческой версии различен, то нужно выяснить, какая функциональность исключена из свободного решения и каковы причины этого. Часть функциональности может быть убрана из-за лицензионных ограничений, часть заменена на аналогичную без потерь.
Если код открытой и коммерческой версии системы один и тот же, то ограничение функциональных возможностей может накладываться лицензией на её использование. Как пример лицензионного ограничения функциональных возможностей можно привести Microsoft Windows с её 10 сетевыми подключениями у несерверных версий операционной системы.

Ограничения для открытых продуктов, накладываемых лицензионными ограничениями обычно связаны с возможностью создания коммерческих приложений или распространением в составе коммерческих приложений.

### Условия выхода обновлений для открытой версии
Обычно на поддержку принимаются только коммерческие версии продуктов. Это может быть связано с политикой выхода обновлений для бесплатной версии. Очень часто накладываются разного рода ограничения на условия выпуска или получение таких обновлений. Необходимо обращать внимание на возможные значительные различия в процедуре выхода исправлений для коммерческой и открытой версий системы.

### Техническая документация
Любой Open Source проект живёт за счёт сообщества вокруг него, но при запрете публикации технической документации возникают сомнения насчёт заинтересованности производителя в увеличении аудитории Open Source версии продукта.